# Turritopsis nutricula
Turritopsis nutricula – gatunek stułbiopława. Przed wyodrębnieniem z niego gatunku Turritopsis dohrnii uznawany był za jedynego przedstawiciela królestwa zwierząt posiadającego zdolność całkowitego powrotu do stadium niedojrzałego płciowo po osiągnięciu dojrzałości płciowej, co potencjalnie pozwala na biologiczną nieśmiertelność.
Naukowo opisano wiele gatunków należących do rodzaju Turritopsis. Turritopsis nutricula był opisywany z zachodniego Atlantyku. Większość z pozostałych gatunków uznano z czasem za geograficzne formy Turritopsis nutricula i uznano, że jest to gatunek kosmopolityczny, występujący w wodach subtropikalnych całego świata. Badania genetyczne wykazały jednak, że przynajmniej w kilku rejonach występują formy różniące się wystarczająco, by uznać je za odrębne gatunki – w Morzu Śródziemnym Turritopsis dohrnii („nieśmiertelna meduza”), w wodach Nowej Zelandii Turritopsis rubra, a w populacjach występujących w pobliżu Japonii odkryto trzy różne linie rozwojowe tych stułbiopławów.
W cyklu rozwojowym stułbiopławów występuje stadium larwalne (planula), z którego powstaje polip, a ten przekształca się w meduzę. Meduza Turritopsis nutricula, zwana hydromeduzą, powraca do stadium niedojrzałego płciowo, tzw. hydropolipa.
Przypuszcza się, że osiągnięcie takiego stanu jest możliwe poprzez proces transdyferencjacji. Teoretycznie taki cykl może powtarzać się w nieskończoność, co oznaczałoby, że Turritopsis nutricula jest pierwszym znanym przypadkiem potencjalnie nieśmiertelnego zwierzęcia. Głównie z tego powodu wzbudza duże zainteresowanie biologów morskich i genetyków.
Średnica ciała meduzy Turritopsis nutricula wynosi 4–5 mm.